# Karl Mejstrik
Karl Mejstrik – austriacki łyżwiarz figurowy, startujący w konkurencji solistów i par sportowych z Helene Engelmann. Mistrz świata (1913) oraz mistrz Austrii (1913) w parach sportowych.

## Osiągnięcia

### Pary sportowe
Z Helene Engelmann
| Zawody              | 1913           | 1914           |                |                |                |                |                |                |                |                |                |                |                |                |                |                |                |
| Międzynarodowe      | Międzynarodowe | Międzynarodowe | Międzynarodowe | Międzynarodowe | Międzynarodowe | Międzynarodowe | Międzynarodowe | Międzynarodowe | Międzynarodowe | Międzynarodowe | Międzynarodowe | Międzynarodowe | Międzynarodowe | Międzynarodowe | Międzynarodowe | Międzynarodowe | Międzynarodowe |
| ------------------- | -------------- | -------------- | -------------- | -------------- | -------------- | -------------- | -------------- | -------------- | -------------- | -------------- | -------------- | -------------- | -------------- | -------------- | -------------- | -------------- | -------------- |
| Mistrzostwa świata  | 1              | 2              |                |                |                |                |                |                |                |                |                |                |                |                |                |                |                |
| Krajowe             |                |                |                |                |                |                |                |                |                |                |                |                |                |                |                |                |                |
| Mistrzostwa Austrii | 1              | 2              |                |                |                |                |                |                |                |                |                |                |                |                |                |                |                |

### Soliści
| Mistrzostwa Austrii | 2 | 2 |